# Le Modèle noir, de Géricault à Matisse
Le Modèle noir, de Géricault à Matisse,,, est une exposition consacrée à la représentation des Noirs. L'exposition est présentée à la Wallach Art Gallery de l’université Columbia à New York entre le 24 octobre 2018 et le 10 février 2019, puis au musée d'Orsay à Paris entre le 26 mars 2019 et le 21 juillet 2019, puis du 13 septembre 2019 au 29 décembre 2019 au mémorial ACTe à Pointe-à-Pitre,,. À travers une centaine d’œuvres du XIXe siècle, cette manifestation explore la relation entre l'artiste et son modèle, le tout mis en relation avec les contextes politiques et sociaux de ces années,,,. La présidente du musée Laurence des Cars a, pour l'occasion, réuni de nombreux artistes, penseurs et écrivains afin de proposer des tables rondes, conférences et rencontres accompagnant la manifestation,.

## Thèse doctorale de Denise Murrell
Denise Murrell, historienne de l'art africaine américaine a soutenu, en 2014, à l’université Columbia, sa thèse intitulée Seeing Laure: Race and Modernity from Manet's Olympia to Matisse, Bearden, and Beyond sous la direction de Anne Higonnet. Denise Murrell a organisé dans le cadre de sa thèse, consacrée à la modèle Laure, l'exposition Posing Modernity : The Black Model from Manet to Matisse to Today à la Wallach Art Gallery de New York. La thèse de Denise Murrell et l'exposition de New York sont à l'origine de l'exposition au Musée du Quai d'Orsay dont elle est la co-commissaire.
Par ailleurs, la chercheuse en histoire de l'art Anne Lafont, spécialiste de la représentation picturale des Noirs, était membre du conseil scientifique de l'exposition.

## Historique

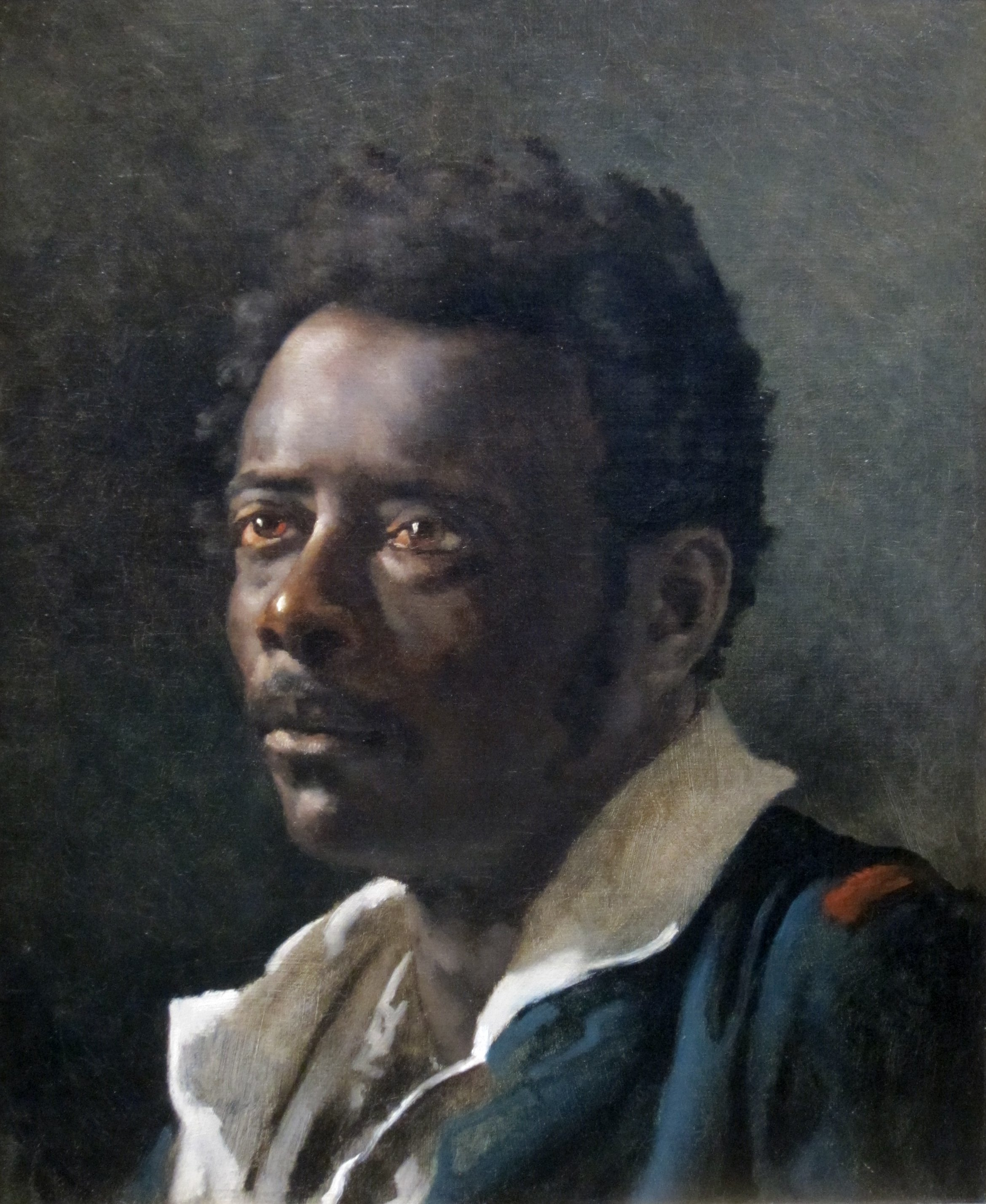
Étude d'homme, d'après le modèle Joseph, par Théodore Géricault, vers 1818-1819.

Le Modèle noir, de Géricault à Matisse se situe dans la lignée de plusieurs expositions centrées sur la représentation des Noirs dans des œuvres d'art visuel. En 1964, The Portrayal of the Negro in American painting a été présentée au Bowdoin College. Les mêmes commissaires de cette première exposition ont organisé The Black Presence in the Era of the American Revolution (1770-1800) à la National Portrait Gallery à Washington. En 1984, le MoMA a accueilli une exposition qui traitait de la façon dont les sculptures issues de cultures non européennes avaient eu une influence sur le modernisme français et allemands intitulée Primitivism” in the 20th Century Art: Affinity of the Tribal and the Modern. Le Centre Georges-Pompidou organise en 1989 l'exposition Magiciens de la terre avec des œuvres d'art non-occidentales. Le Brooklyn Museum et la Corcoran Gallery of Art ont organisé en 1990 l'exposition Facing History: The Black Image in American Art (1710-1940). L'exposition Le Modèle noir se distingue des précédentes par le siècle retenu par les commissaires de l'exposition, le XIXe siècle, ainsi que par les artistes choisis. Elle inclut notamment des œuvres de Delacroix, de Géricault, de Manet et de Matisse.

## Événements durant l'exposition
Une programmation culturelle a accompagné le déroulement de l'exposition au Musée d'Orsay et a participé au succès public de l'exposition. Le Modèle noir, de Géricault à Matisse a reçu 500 000 visiteurs en quatre mois à Paris. La chanteuse Calypso Rose de Trinidad et Tobago a fait un concert dans la grande nef du musée. L'artiste aurait attiré 5 000 visiteurs le soir de sa présence. Un colloque de chercheurs a également eu lieu, durant deux jours, organisé conjointement par le Musée d'Orsay et Université Columbia à Paris. Parmi les personnalités scientifiques présentes, on compte Sylvie Chalaye, anthropologue et historienne des représentations de l’Afrique et du monde noir dans les arts du spectacle, Maureen Murphy, maîtresse de conférences à Université Panthéon-Sorbonne, Susan Waller professeure à l'Université de Missouri-Saint-Louis, Julie Duprat de l'École nationale des chartes, Christelle Taraud, Marcus Wood de l'Université du Sussex, Naïl Ver-Ndoye et Grégoire Fauconnier auteurs du livre Noir. Entre peinture et histoire paru en 2018. Deux artistes visuels contemporains, Aimé Mpane et Alexis Peskine, ainsi qu'une danseuse et chorégraphe, Bintou Dembelé, ont été invités en tant qu'artistes contemporains noirs. Une table ronde sur les Femmes noires de France a réuni l'historien Pap Ndiaye, la docteure en sciences politiques Audrey Célestine, la maîtresse de conférence franco-sénégalaise Mame-Fatou Niang et la réalisatrice Rama Thiaw.

### Conférences du colloque

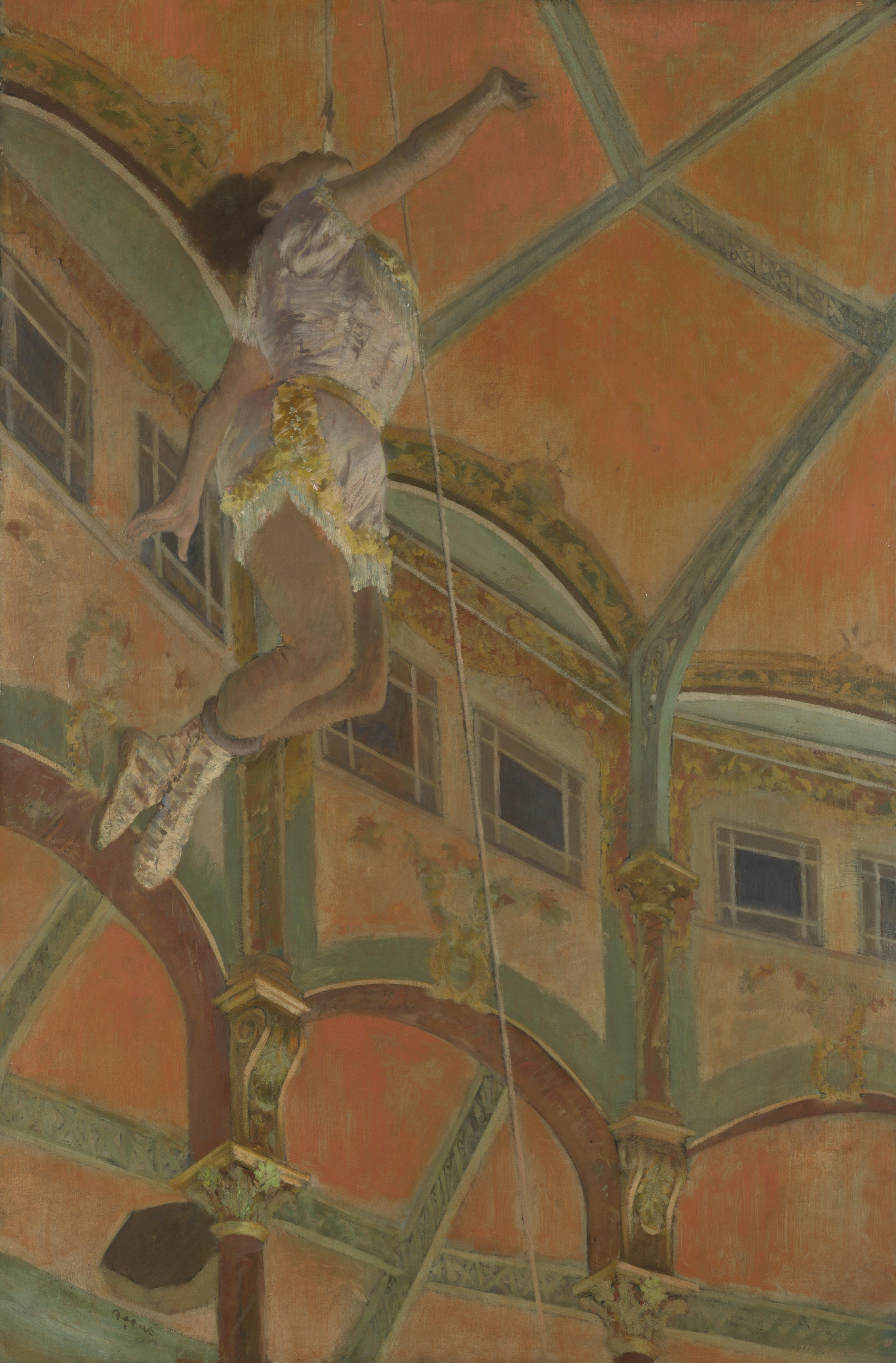
Miss Lala au cirque Fernando, œuvre d'Edgar Degas de 1879, représentant l'artiste de cirque Miss Lala.

- Capter la vibration noire des scènes du music-hall et du théâtre : un enjeu de la modernité, Sylvie Chalaye
- Athlète modèle : Race, technologie, et le boxeur Alfonso Teofilo Brown, Lyneise Williams
- Unmasking Adrienne Fidelin : Pablo Picasso, Man Ray, and the Portrait of an Anonymous Black Female Model, Wendy Grossman
- Inverser le regard : la représentation des modèles noirs chez les peintres africains modernes, Maureen Murphy
- Posing the Black Male Model in Nineteenth-century Paris, Susan Waller
- Entre ici et là-bas, Charles Cordier et ses modèles, Laure de Margerie
- Les Domestiques noirs en France au XVIIIe et au début du XIXe siècle : une représentation artistique confrontée aux archives, Julie Duprat
- Modèles, courtisanes et prostituées noires à Paris au XIXe siècle, Christelle Taraud
- Who is the Subject? Wilhelm Marstrand's portrait of Justina Antoine, Temi Odumosu
- Afro Brazilian Configurations of the Black Body 1800-1900, race, slavery, agency, celebration, Marcus Wood
- Rencontre avec Naïl Ver-Ndoye et Grégoire Fauconnier